# Чепутка
Чепутка (пол. Czeputka) — село в Польщі, у гміні Соснувка Більського повіту Люблінського воєводства. Населення — 109 осіб (2011).

## Історія
За даними етнографічної експедиції 1869—1870 років під керівництвом Павла Чубинського, у селі переважно проживали греко-католики, які розмовляли українською мовою.
Станом на 1921 рік село Чепутка належало до гміни Романів Володавського повіту Люблінського воєводства міжвоєнної Польщі. За офіційним переписом населення Польщі 1921 року в селі налічувалося 28 будинків (з них 12 житлових) та 125 мешканців (56 чоловіків та 69 жінок), розподіл за релігією: 96 православних і 29 римо-католиків; офіційний розподіл за національністю: 50 українців і 75 поляків.
У 1975—1998 роках село належало до Білопідляського воєводства.

## Населення
Демографічна структура станом на 31 березня 2011 року:
|          | Загалом | Допрацездатний вік | Працездатний вік | Постпрацездатний вік |
| -------- | ------- | ------------------ | ---------------- | -------------------- |
| Чоловіки | 56      | 6                  | 38               | 12                   |
| Жінки    | 53      | 6                  | 23               | 24                   |
| Разом    | 109     | 12                 | 61               | 36                   |